# Carl Willmann

Die Zauberwelt von Carl Willmann

Carl Willmann (* 17. August 1848 in Waren (Müritz); † 16. Februar 1934 in Hamburg-Blankenese) war ein deutscher Zauberkünstler, Publizist, Hersteller und Anbieter von Zauberrequisiten in Hamburg.

## Leben
Carl Willman führte 1872 in Hamburg auf der Straße Dragonerstall 29 ein Uhrmachergeschäft und eine mechanische Werkstatt. Er beginnt damit, Zaubergeräte herzustellen. 1881 wurden das Geschäft und die Werkstatt in die Hohe Bleichen 5 verlegt. Die Ausdehnung der Fabrikation von Zaubergeräten machte einen abermaligen Umzug erforderlich. Carl Willmann mietete deshalb für den Geschäfts- und Werkstattbetrieb 1881 ein ganzes Haus in der Neuen ABC-Straße 3. 1905 zog er nochmals um, diesmal in die Mercurstr. 34, da der verstärkte Bau von Großillusionen zu Platzmangel führte.
Carl Willmann war einer der bekanntesten Zaubergeräte-Händler und Fachschriftsteller seiner Zeit. Er gab weltweit als Erster eine Fachzeitschrift für Zauberkünstler heraus. Die Zauberwelt erschien monatlich ohne Unterbrechung von 1895 bis 1904. Im Juli 1919 schlossen sich die Firmen Janos Bartl und Carl Willmann zur Vereinigten Zauberapparate-Fabrik Bartl & Willmann zusammen. Die Zusammenarbeit endete 1924.

## Publikationen
Publikationen von Carl Willmann:
- Handschatten-Spiele: vollständige Anleitung zur Erlernung der Handschattenkunst für Künstler und Amateure, Carl Willmann's Verlag (1885)
- Moderne Wunder. Natürliche Erklärung der älteren wie neueren Geheimnisse der Spiritisten und Antispiritisten, Geistercitierer, Hellseher, Gedankenleser, Heilmedien, Mnemotechniker, Rechenkünstler., Otto Spamer, Leipzig (1892)
- Der Gedächtniskünstler als Hellseher: Vollständige Erklärung und Anleitung der Hellseherei mit Hilfe der Gedächtniskunst (zum Selbststudium für Dilettanten), Otto Spamer, Leipzig (1897)